# Politikåret 1881

## Händelser
- 4 mars – James Garfield tillträder som USA:s president.[1]
- 26 mars - Kungariket Rumänien utropas.[2]
- 12 maj - Tunisien ställs under franskt beskydd.[3]
- 28 maj - Agostino Depretis efterträder Benedetto Cairoli som Italiens konseljpresident.[4]
- 19 september – USA:s president James Garfield dör, och ersätts av Chester A. Arthur.[1]

## Val och folkomröstningar
- Okänt datum – Andrakammarval hålls i Sverige.

## Avlidna
- 19 april – Benjamin Disraeli, brittisk politiker, Storbritanniens premiärminister 1868 och 1874–1880.

### Fotnoter
1. 1 2  ”United States of America” (på engelska). World Statesmen. http://www.worldstatesmen.org/United_States.html. Läst 29 juli 2015.
2. ↑  ”Romania” (på engelska). World Statesmen. http://www.worldstatesmen.org/Romania.htm. Läst 1 augusti 2015.
3. ↑  ”Tunisia” (på engelska). World Statesmen. http://www.worldstatesmen.org/Tunisia.html. Läst 29 juli 2015.
4. ↑  ”Italy” (på engelska). World Statesmen. http://www.worldstatesmen.org/Italy.htm. Läst 31 juli 2015.